# В этом южном городе
В этом южном городе (азерб. Bir cənub şəhərində) — советская драма 1969 года производства киностудии Азербайджанфильм. Первый азербайджанский фильм, снятый в стиле неореализма, а режиссер фильма Эльдар Кулиев первый режиссёр, снявший фильм в этом стиле.

## Синопсис
Лирико-психологическая драма. В фильме рассказывается о жизни одного из самых южных городов, где присутствуют также остатки прошлого, которые укореняются в сознании людей и нравственные проблемы выходят на первый план. Новизна и отсталость в центре борьбы человека, представляет собой процесс, цель которого избавление от ига устаревших традиций.

## Создатели фильма

### В ролях
Гасан Мамедов — Мурад
Эльдениз Зейналов — Тофик
Гаджимурад Ягизаров — Джахангир
Меджид Дадашев — Гасан
Нателла Адыгёзалова — Рана
Садых Гусейнов — Бабаш
Сусан Меджидова — Мянсура
Татьяна Харитонова — Марина
Асад Мамедов — Сабир
Юсиф Велиев — Сафарали
Садых Гасанзаде — Мустафа

#### Роли дублировали
- Алексей Сафонов — Мурад (Гасан Мамедов)
- Владимир Ферапонтов — Тофик (Эльдениз Зейналов)
- Владислав Ковальков — Джахангир (Гаджимурад Егизаров)
- Михаил Глузский — Гасан (Мухтар Дадашев)
- Виктория Радунская — Рана (Нателла Адыгёзалова)
- Игорь Ясулович — Бабаш (Садых Гусейнов)
- Ольга Маркина — Мянсура (Сусан Меджидова)
- Нина Головина — Марина (Татьяна Харитонова)
- Вадим Захарченко — Мустафа (Садых Гасанзаде)
- Андрей Тарасов — Сафарали (Юсиф Велиев)
- Мария Барабанова — ??? (Бильгеиз Аскерова)

### Административная группа
оригинальный текст с версией для кино: Рустам Ибрагимбеков
режиссёр-постановщик: Эльдар Кулиев
оператор-постановщик: Расим Оджагов
художник-постановщик: Камиль Наджафзаде
композитор: Фарадж Караев